# Byrsonima tillettii
Byrsonima tillettii är en tvåhjärtbladig växtart som beskrevs av W.R. Anderson. Byrsonima tillettii ingår i släktet Byrsonima och familjen Malpighiaceae. Inga underarter finns listade i Catalogue of Life.